# Angelika Messner
Angelika Messner (* 13. Oktober 1969 in Wien) ist eine österreichische Librettistin, Dramaturgin und Regisseurin.

## Leben
Aufgewachsen in Oberwart, studierte Messner Theater- und Musikwissenschaft sowie Violine in Wien.
1993–1995 arbeitete Angelika Messner als Assistentin von Frank Castorf an der Berliner Volksbühne.

## Librettistin
- 2003: Die Zauberflöte für Kinder, wurde 2003 im Wiener Konzerthaus uraufgeführt. Schauspieler: Anna Maria Pammer und Johann Leutgeb. Fassung und Regie: Angelika Messner.
- 2004: Coming Home, Pannonisches Musical von Christian Kolonovits. Uraufführung September 2004 im Messegelände Oberwart. Regie und Buch: Angelika Messner.
- 2006: Csaterberg, 60er-Jahre Musical von Christian Kolonovits und Angelika Messner. Mit Marika Lichter, Willi Resetarits, Wolfgang Ambros u. a. Buch und Regie: Angelika Messner.
- 2009: Antonia und der Reißteufel, Pop-Oper für Kinder und Erwachsene von Christian Kolonovits Buch: Angelika Messner. Uraufführung an der Volksoper Wien.
- 2010: Neda – Der Ruf, Oper von Nader Mashayekhi. Libretto: Nadja Kayali und Angelika Messner. Uraufführung am Theater Osnabrück.
- 2014: El Juez, Die verlorenen Kinder, Oper von Christian Kolonovits, Libretto: Angelika Messner, mit José Carreras in der Titelrolle, Uraufführung im April 2014 in Bilbao, Spanien
- 2017: Vivaldi – die fünfte Jahreszeit. Libretto zu einer BaRock-Oper von Christian Kolonovits. Uraufgeführt im Juni 2017 an der Volksoper Wien
- 2020: Das Dreimäderlhaus, Ein Singspiel von Angelika Messner, frei nach Heinrich Berté. Musik von Franz Schubert, bearbeitet von Ola Rudner. Uraufführung am Musiktheater Linz

## Regisseurin
- 2000 Stecken, Stab und Stangl von Elfriede Jelinek in der Schweineversteigerungshalle Oberwart.
- 2001 Erklärt Pereira von Antonio Tabucci am Volkstheater Wien. Regie: Angelika Messner
- 2001 Mango von Elisabeth Wäger am Volkstheater Wien. Regie: Angelika Messner
- 2001 Bruchstücke von Erika Molny am dietheater Konzerthaus Wien. Regie und Theaterfassung: Angelika Messner.
- 2002 Einen Jux will er sich machen von Johann Nestroy. Schlossspiele Kobersdorf. Regie: Angelika Messner.
- 2003 Zauberflöte für Kinder
- 2004 Coming Home, Musical
- 2006 Csaterberg, Musical
- 2014 KeinFunkenLand, Theaterstück in drei Zeiten, Offenes Haus Oberwart
- 2015 Lady Shakespeare, Fest der Salzburger Festspiele

- 2018 Talkshow 1933 von Petra Piuk, Offenes Haus Oberwart
- Gold! Kinderoper von Evers & Verbrugge, Festival Imago Dei Krems und Offenes Haus Oberwart

## Dramaturgin
- 2001–2005 Mondsee Tage, Künstlerische Leitung: Julia Stemberger und Christian Altenburger.
- Seit 2006 Loisiarte, Künstlerische Leitung: Christian Altenburger.
- Seit 2014 Dramaturgin der Sommerspiele Perchtoldsdorf, Intendanz Michael Sturminger.
- Seit 2016 Dramaturgin bei Arsonore Graz.

+ musikalisch-literarische Programme für verschiedene Schauspieler